# 登州街道
登州街道，是中华人民共和国山東省烟台市蓬莱区下辖的一个乡镇级行政单位。

## 行政区划
登州街道下辖以下地区：
东关社区、麒麟社区、凤凰社区、京蓬社区、长裕社区、乐家河社区、东城住宅小区社区、福乐园社区、诸谷社区、汤邱社区、塌地桥社区、梁家疃社区、沙河李家社区、海梦苑社区、海景苑社区、十里埠村、韩家疃村、宁家甸村、李家疃村、张家疃村、杨家疃村、遇驾沟村、掺驾疃村和三里沟村。

## 人口
2010年中国第六次人口普查时，登州街道共有人口70939人。共有家庭26753户，平均每户2.61人。14岁以下的少年儿童共10173人，占总人口14.34%；15-64岁人口共54851人，占总人口77.32%；65岁及以上的老年人共5915人，占总人口的8.338%。男性共计34922人，占总人口49.22%；女性共计36017，占总人口50.77%。本地居住的人口中，拥有本地户籍的人口为55530人，占78.27%。